# Graffenrieda
Graffenrieda é um género botânico pertencente à família Melastomataceae.